# ギソン
ギソン（ベトナム語：Thị xã Nghi Sơn / 市社宜山?）は、ベトナム社会主義共和国タインホア省に位置する町である。面積は455.61 km²、人口は307,304人（2019年）である。

## 行政区画
以下の16坊15社を管轄する。
- ビンミン坊（Bình Minh / 平明）
- ハイアン坊（Hải An / 海安）
- ハイビン坊（Hải Bình / 海平）
- ハイチャウ坊（Hải Châu / 海洲）
- ハイホア坊（Hải Hòa / 海和）
- ハイリン坊（Hải Lĩnh / 海領）
- ハイニン坊（Hải Ninh / 海寧）
- ハイタイン坊（Hải Thanh / 海清）
- ハイトゥオン坊（Hải Thượng / 海上）
- マイラム坊（Mai Lâm / 梅林）
- グエンビン坊（Nguyên Bình / 原平）
- ニンハイ坊（Ninh Hải / 寧海）
- タンザン坊（Tân Dân / 新民）
- ティンハイ坊（Tĩnh Hải / 静海）
- チュクラム坊（Trúc Lâm / 竹林）
- スアンラム坊（Xuân Lâm / 春林）
- アインソン社（Anh Sơn / 英山）
- カクソン社（Các Sơn / 閣山）
- ディンハイ社（Định Hải / 定海）
- ハイハ社（Hải Hà / 海河）
- ハイホア社（Hải Hòa / 海和）
- ハイニャン社（Hải Nhân / 海仁）
- ハイイエン社（Hải Yến / 海燕）
- ギソン社（Nghi Sơn / 宜山）
- ゴクリン社（Ngọc Lĩnh / 玉領）
- フーラム社（Phú Lâm / 富林）
- フーソン社（Phú Sơn / 富山）
- タンチュオン社（Tân Trường / 新場）
- タインソン社（Thanh Sơn / 清山）
- タイントゥイ社（Thanh Thủy / 清水）
- チュオンラム社（Trường Lâm / 長林）
- トゥンラム社（Tùng Lâm / 松林）